# Atentát na Anvara as-Sádáta
Atentát na Anvara as-Sádáta byl spáchán 6. října 1981 v egyptském hlavním městě Káhiře. Útok na egyptského prezidenta se uskutečnil během vojenské přehlídky, která se konala v rámci každoročních oslav připomínajících úspěch operace Badr, při níž egyptská armáda na počátku jomkipurské války úspěšně překročila Suezský průplav. Atentát byl proveden členy islámské fundamentalistické skupiny Egyptský islámský džihád, kteří jednali na základě fatvy, kterou na Sádáta uvalil egyptský duchovní Omar Abdel-Rahman.

## Pozadí události
Hlavním podnětem k atentátu na egyptského prezidenta Anvara as-Sádáta bylo podepsání egyptsko-izraelské mírové smlouvy, které se uskutečnilo 26. března 1979. Podpisu této smlouvy předcházelo uzavření dalších mírových smluv známých jako Dohody z Camp Davidu. K podpisu těchto smluv došlo v září roku 1978 a Sádát společně s izraelským premiérem Menachemem Beginem získali za jejich uzavření Nobelovu cenu za mír. Hlavním bodem egyptsko-izraelské mírové smlouvy bylo vzájemné uznání obou zemí, ukončení válečného stavu, který existoval od války za nezávislost a stažení izraelských vojsk a civilistů ze Sinajského poloostrova, který Izrael zabral v roce 1967 během Šestidenní války. Smlouva rovněž zajišťovala volný průjezd izraelských lodí Suezským průplavem a přiznání statusu mezinárodních vod Tiranské úžině a Akabskému zálivu. Tato dohoda udělala z Egypta první arabskou zemi, která oficiálně uznala Izrael. Celý Arabský svět byl však podpisem této smlouvy značně rozhořčen a to zejména proto, že Sádát postavil zájmy Egypta před zájmy arabské, čímž se odklonil od představ svého prezidentského předchůdce Gamála Násira, který usiloval o vznik jednotného arabského státu. V reakci na podpis této smlouvy byl Egypt ještě v roce 1979 vyloučen z Ligy arabských států a sídlo této organizace se přesunulo z Káhiry do Tunisu.

## Atentát
Dne 6. října 1981 se v Káhiře konala každoroční vojenská přehlídka oslavující úspěch operace Badr, při níž egyptská armáda na počátku jomkipurské války úspěšně překročila Suezský průplav. Během přehlídky byly veřejnosti představeny různé složky egyptské armády – letectvo a pěší a motorizované jednotky. V jednom z těchto vozů byli i čtyři atentátníci vedení poručíkem egyptské armády Chálídem Islambulím, který byl zároveň členem fundamentalistické skupiny Egyptský islámský džihád. Islambulí se původně říjnové vojenské přehlídky neměl zúčastnit, avšak byl dodatečně vybrán jako náhrada za důstojníka z 333. dělostřelecké brigády. Prezident Sádát stál společně se svojí ochrankou a pozvanými hosty na tribuně a sledoval průvod vojáků, kteří mu salutovali. Islambulího skupina zaútočila na prezidenta v momentě, kdy se k němu přiblížilo jejich auto. Útočníci nejprve hodili směrem k Sádátovi tři granáty, z nichž explodoval pouze jeden, a poté začali do stojících lidí střílet z útočných pušek. Poté, co byl prezident zasažen a spadl na zem, postavili lidé kolem něj židle, aby ho uchránili od dalších střel.
Útok trval přibližně dvě minuty. Prezident Anvar as-Sádát byl zabit a spolu s ním dalších jedenáct lidí včetně kubánského ambasadora, ománského generála a biskupa koptské pravoslavné církve. Dalších dvacet osm lidí bylo zraněno. Mezi zraněnými byl například egyptský viceprezident Husní Mubárak, irský ministr obrany James Tully a čtyři američtí důstojníci. Během přestřelky byl jeden z útočníků zabit a zbývající tři byli raněni a následně zadrženi.

## Následky a pohřeb

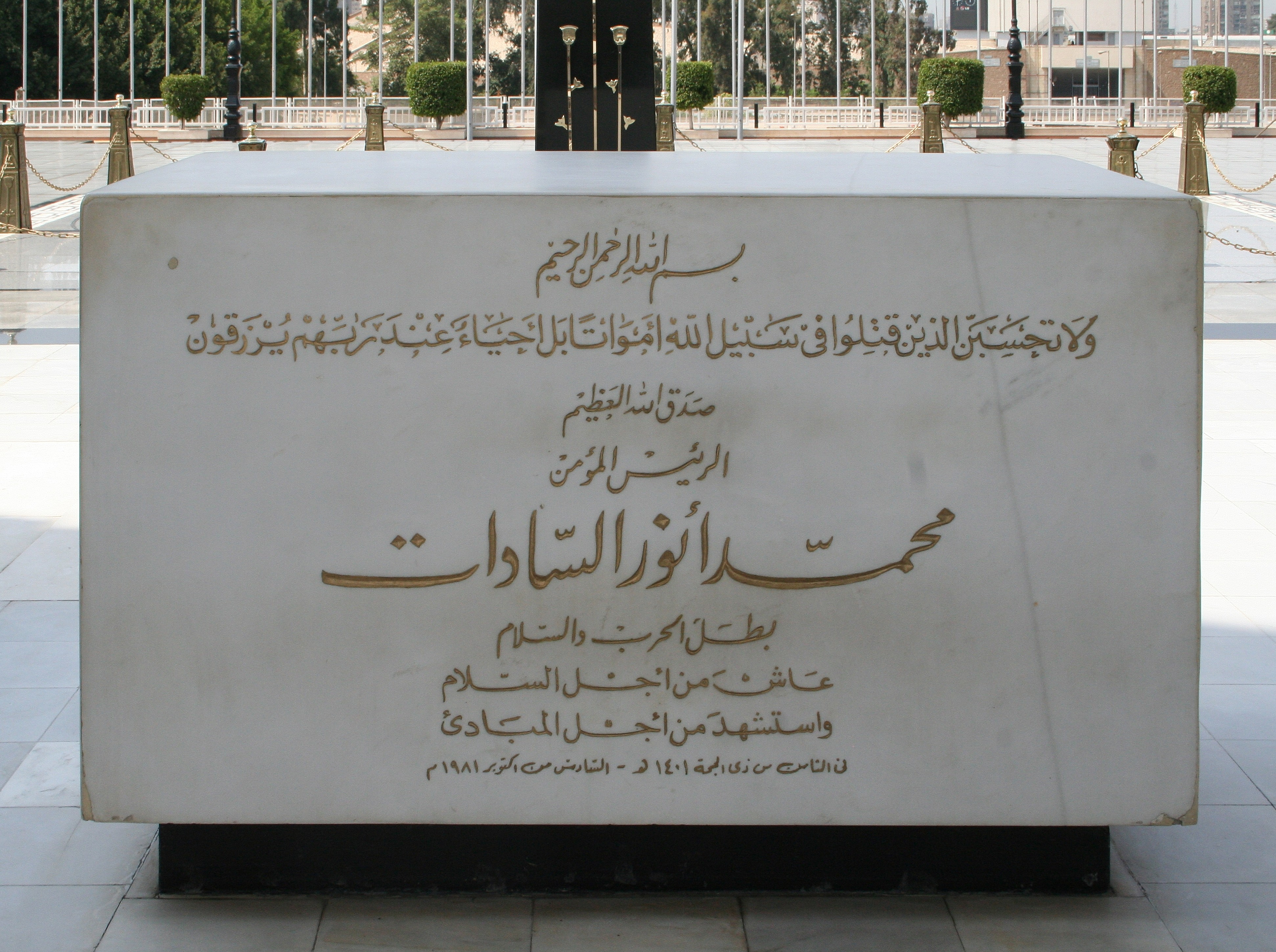
Náhrobek Anvara as-Sádáta v Nasr City, Káhira

Krátce po atentátu vypuklo v hornoegyptském městě Asijút povstání. Povstalci převzali na několik dní kontrolu nad městem a během následujících střetů bylo zabito šedesát osm policistů a vojáků. Kontrola nad městem byla obnovena až po příjezdu speciálních jednotek z Káhiry. Většina souzených povstalců dostala pouze tříleté tresty odnětí svobody. Souzen byl i Chálíd Islambulí a dalších dvacet tři osob spojených s atentátem. Islambulí byl shledán vinným a společně s dalšími třemi spiklenci byl odsouzen k trestu smrti. Poprava zastřelením proběhla 15. dubna 1982.
V reakci na uzavření egyptsko-izraelské smlouvy a poskytnutí azylu íránskému šáhovi Muhammadu Pahlavímu, který coby blízký přítel Anvara Sádáta odcestoval po islámské revoluci v roce 1979 z Íránu do Egypta, přerušila íránská vláda veškeré styky s Egyptem. Po smrti egyptského prezidenta byla v íránském hlavním městě Teheránu pojmenována ulice po Chálídu Islambulím. Po jeho popravě jej nejvyšší vůdce íránu Rúholláh Chomejní prohlásil za mučedníka. Po velkých protestech byla ulice v květnu roku 2001 přejmenována.
Po smrti Anvara as-Sádáta se stal dočasným prezidentem Súfí Abú Tálib, který v úřadu působil osm dní a poté roli prezidenta převzal Sádátův viceprezident Husní Mubárak. Sádátova pohřbu se mimo jiné zúčastnili tři bývalí prezidenti Spojených států: Gerald Ford, Jimmy Carter a Richard Nixon. Súdánský prezident Dżafar an-Numajri byl jedinou arabskou hlavou státu, která se na pohřbu objevila. Pouze tři státy z 24 členů Arabské ligy vyslaly své zástupce – kromě Súdánu to bylo ještě Somálsko a Omán. Sádát byl pohřben u káhirského památníku Neznámého vojáka, který se nachází přes ulici od místa, kde byl zavražděn.